# Gaedioxenis haematodes
Gaedioxenis haematodes är en tvåvingeart som beskrevs av Villeneuve 1937. Gaedioxenis haematodes ingår i släktet Gaedioxenis och familjen parasitflugor. Inga underarter finns listade i Catalogue of Life.